# Xã Udell, Quận Appanoose, Iowa
Xã Udell (tiếng Anh: Udell Township) là một xã thuộc quận Appanoose, tiểu bang Iowa, Hoa Kỳ. Năm 2010, dân số của xã này là 343 người.